# (3032) Evans
(3032) Evans est un astéroïde de la ceinture principale.

## Description
(3032) Evans est un astéroïde de la ceinture principale. Il fut découvert le 8 février 1984 à la station Anderson Mesa par Edward L. G. Bowell. Il présente une orbite caractérisée par un demi-grand axe de 2,89 UA, une excentricité de 0,08 et une inclinaison de 3,2° par rapport à l'écliptique.

## Compléments